# Phyllophaga nigrita
Phyllophaga nigrita är en skalbaggsart som beskrevs av Moser 1918. Phyllophaga nigrita ingår i släktet Phyllophaga och familjen Melolonthidae. Inga underarter finns listade i Catalogue of Life.